# Schieten (Wuppertal)
Die Ortslage Schieten bzw. Auf der Schieten im Wohnquartier Schrödersbusch im Wuppertaler Stadtbezirk Vohwinkel geht auf eine alte Ortsbezeichnung zurück.

## Lage
Schieten befindet sich nördlich knapp unterhalb eines Höhenzuges, nach Norden hin liegt in Hanglage eine größere Viehweide die zu der Hofschaft Sonnenberg gehört. Der Klosterbusch schließt sich im Osten an.
Benachbarte Ortslagen sind: Nockershäuschen, Sonnenberg, Mühlenpfad, Frohental, Steeger Eiche, Boltenheide, Dasnöckel und Roßkamp. Auf dem Gemeindegebiet von Solingen sind die Ortslagen Steinbeck und Schieten (Solingen) benachbart.

## Etymologie

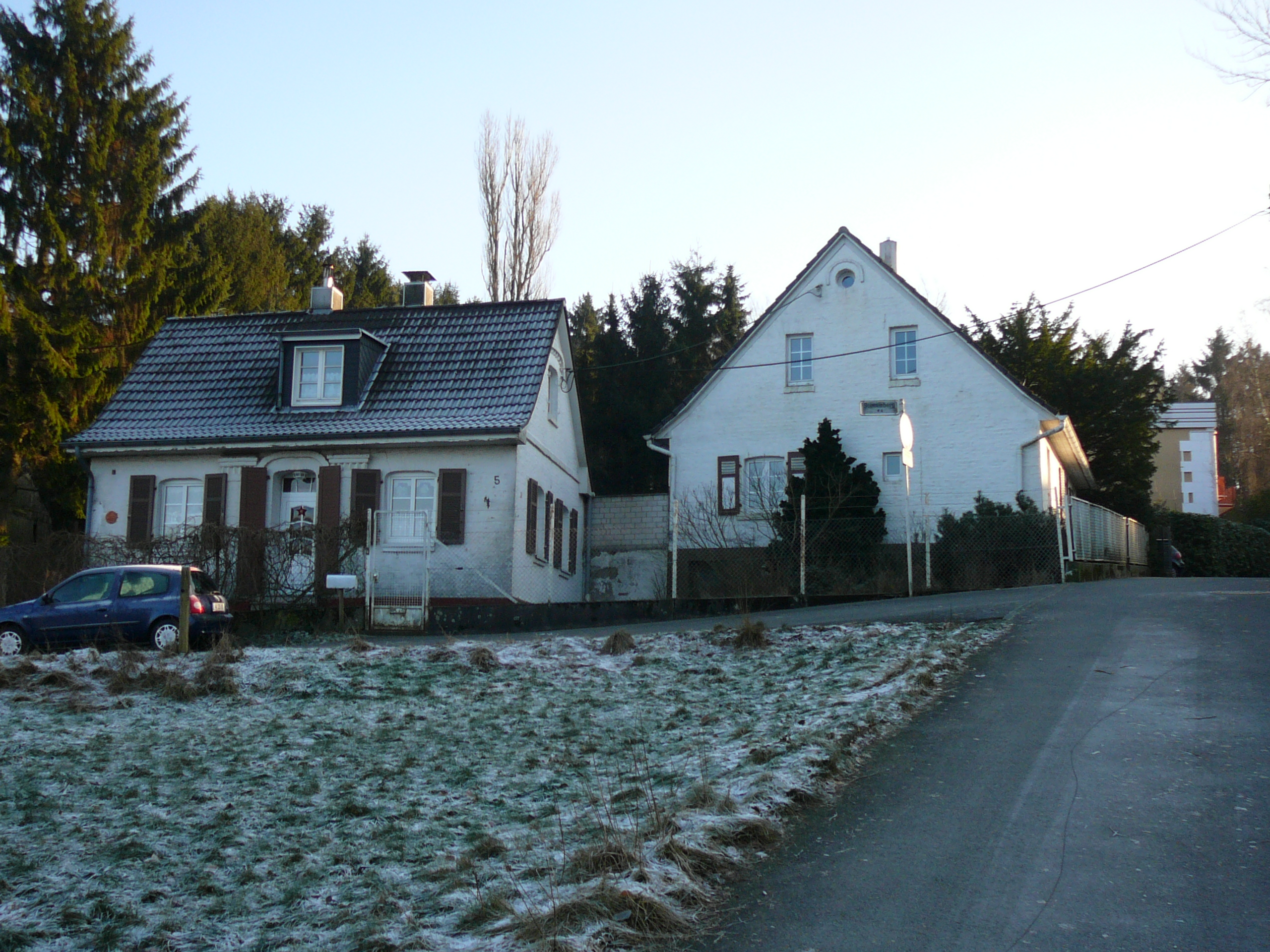
Schieten (2008)

Die Herkunft des Namens Schieten ist nicht genau bekannt. Einen Zusammenhang ist wahrscheinlich auf ‚scheiden‘, ‚Scheide‘ = Grenze zurückzuführen. Neben der Gemarkungsgrenze kann auch eine Wasserscheide gemeint sein.

## Geschichte
Um 1677 existiert in Schieten, damals noch zusammen mit Dasnöckel und Roßkamp, nur ein Gut. Im 18. Jahrhundert kam es zu einer Dreiteilung und es haben sich davon Roßkamp und Dasnöckel getrennt.
In dem Kartenwerk Topographia Ducatus Montani des Erich Philipp Ploennies aus dem Jahre 1715 ist der Ort mit dem Namen ‚a. Scheidt‘ eingezeichnet (das weiter südliche liegende, auf dem heutigen Gebiet Solingen ist von Ploennies als ‚Schieten‘ beschriftet).
Um 1833 werden dann zu Schieten zwei Güter zu je 6 Hektar verzeichnet.
Im Gemeindelexikon für die Provinz Rheinland von 1888 werden sieben Wohnhäuser mit 52 Einwohnern angegeben. der Ort wird zu dieser Zeit Schiete genannt.
Auf der Topographischen Karte (TK25) von 1974 ist die Ortslage ‚Schieten‘ zuletzt beschriftet, auf der Karte von 1983 ist die Namensnennung weggefallen.
Als historische Bausubstanz haben sich zwei weiß überstrichene Backstein-Wohnhäuser aus der zweiten Hälfte des 19. Jahrhunderts erhalten.

## Die heutige Straße
Nach dieser Ortslage ist die kleine Anliegerstraße Schieten benannt. Sie stellt eine Verbindung von den Straßen Dasnöckel und Sonnenberg her.